# Denise Cronenberg
Pour les articles homonymes, voir Cronenberg.
Denise Cronenberg, née le 1er octobre 1938 à Toronto et morte le 22 mai 2020 à Burlington en Ontario, est une costumière canadienne. 

## Biographie
Elle est la sœur du réalisateur David Cronenberg et la mère d'Aaron Woodley (en), également réalisateur.

## Filmographie
- La Mouche (1986)
- Faux-semblants (1988)
- La Nurse (1990)
- Le Festin nu (1991)
- M. Butterfly (1993)
- Moonlight et Valentino (1995)
- Crash (1996)
- Meurtre à la Maison-Blanche (1997)
- Mad City (1997)
- Pas facile d'être papa (1998)
- eXistenZ (1999)
- L'Élue (2000)
- Dracula 2001 (2000)
- Spider (2002)
- Mafia Love (2002)
- L'Armée des morts (2004)
- A History of Violence (2005)
- Shoot 'Em Up : Que la partie commence (2007)
- The Fly (opéra) (2008), opéra par Howard Shore
- Resident Evil: Afterlife (2010)